# Vaillantella
Vaillantella es un género de peces de la familia Balitoridae en el orden de los Cypriniformes.

## Especies
Las especies de este género son:
- Vaillantella cinnamomea
- Vaillantella euepiptera
- Vaillantella maassi